# L'Odyssée nue
Pour plus de détails, voir Fiche technique et Distribution.
L'Odyssée nue (Odissea nuda) est un  film italo-français réalisé par Franco Rossi, sorti en 1961.

## Fiche technique
- Titre original : Odissea nuda
- Titre français : L'Odyssée nue
- Réalisation : Franco Rossi
- Scénario : Franco Rossi, Ennio De Concini, Ottavio Alessi et Golfiero Colonna
- Photographie : Alessandro D'Eva
- Musique : Angelo Francesco Lavagnino
- Pays d'origine :  Italie -  France
- Format : Couleurs - 2,35:1 - Mono
- Genre : drame
- Date de sortie : 1961

## Distribution
- Enrico Maria Salerno : Enrico
- Venantino Venantini : Réalisateur
- Dolores Donlon : Margaret
- Charles Mauu